# مینامی دونو
مینامی دونو (به ژاپنی: 南殿 みなみどの) (تولد نامشخص –مرگ ۱۶۳۴) یکی از زنان ژاپنی، در دوره آزوچی-مومویاما تا اوایل دوره ادو بود. او یکی از همسران غیر اصلی تویوتومی هیده‌یوشی بود. بنا بر فرضیه‌ها دختر دایمیویی بنام یامانا تویوکونی بود. هنگامی که هیده‌یوشی در ولایت اومی ارباب قلعه ناگاهاما بود با او آشنا شد. مینامی دونو مادر اولین فرزند هیده‌یوشی پسری بنام هاشیبا هیده‌کاتسو (ایشی ماتسومارو) بود. این پسر در سنین کودکی درگذشت پس از آن می‌نامی دونو یک دختر نیز به دنیا آورد که او نیز اندکی بعد از تولد درگذشت.
در بین تاریخ دانان ژاپنی در مورد صحت اینکه هاشیبا هیده‌کاتسو (ایشی ماتسومارو) فرزند هیده‌یوشی بوده‌است، شک وجود دارد. وجود زنانی به غیر از یودو-دونو که فرزند هیده‌یوشی را به دنیا آورده باشند، تکذیب این فرضیه است که هیده‌یوشی هیچ فرزندی نداشته و یودو-دونو با کسی (اونو هاروناگا، ایشیدا میتسوناری و غیره) در رابطه نزدیک بوده و تسوروماتسو و تویوتومی هیده‌یوری را از این رابطه داشته‌است. در حالی که هنوز صداهایی وجود دارد که واقعیت وجود هاشیبا هیده‌کاتسو (ایشی ماتسومارو) را زیر سؤال می‌برند.